# Jane Pierly
Ne doit pas être confondu avec Jane Pierny.
Jeanne Pauline Poggionovo (8 septembre 1887 à Paris - 7 avril 1977 à Sens) connue comme Jane Pierly est une chanteuse de music-hall et actrice de cinéma française. Elle est la sœur aînée de Pierrette Madd, également chanteuse et actrice.

## Biographie
Elle commence par le music-hall et débute aux Folies-Bergère en octobre 1913. En 1914, elle est l’élève de l'école de danse de Loïe Fuller.

## Théâtre
- 1913 : Le ruisseau de Pierre Wolff avec Lucien Rozenberg et Felix au Théâtre de la Porte-Saint-Martin.

## Opérettes et revues
- 1913 : Madame est Serbie, revue de Lucien Boyer et Bataille-Henri à la Gaieté Rochechouart[2].
- 1913 : Merci pour la langouste, revue de Lucien Boyer  et Battaille-Henri à La Cigale[3].
- 1914 : Elles y sont toutes, revue de Jacques Battaille-Henri à la Scala[4].
- 1921 : Payons nous leur R...hure, à La Boite à Fursy[5],[6].
- 1926 : Olive chez les nègres ou Le Village blanc, de Henri Falk et Jean Wiener au Théâtre des Champs-Élysées[7],[8].

## Filmographie
- 1922 : Vingt Ans après d'Henri Diamant-Berger
- 1933 : D'amour et d'eau fraîche
- 1934 : Adémaï au Moyen Âge[9].
- 1935 : Le Contrôleur des wagons-lits